# Кэнтуэлл, Джон Джозеф
Джон Джозеф Кэнтуэлл (англ. John Joseph Cantwell; 1 декабря 1874, Лимерик, Соединённое Королевство Великобритании и Ирландии — 30 октября 1947, Лос-Анджелес, штат Калифорния, США) —  прелат Римско-католической церкви, 4-й епископ Монтерея – Лос-Анджелеса, епископ Лос-Анджелеса – Сан-Диего, 1-й архиепископ Лос-Анджелеса.

## Биография
Джон Джозеф Кэнтуэлл родился в городе Лимерик, в Ирландии. Обучался в иезуитском Крескент-колледже в Лимерике и колледже святого Патрика в Тёрле. По завершении образования, 18 июня 1899 года был рукоположен в сан священника и назначен викарием в приход святого Иосифа Труженика в Беркли. Им был основан Ньюмэн Клаб в Университете Калифорнии в Беркли, где он служил капелланом. В 1906 году в Сан-Франциско архиепископ Патрик Уильям Риордан назначил его своим секретарём, и он переехал из Беркли в резиденцию архиепископа на Фултон-стрит. В августе 1908 года в чине викария епархии в Рим, чтобы узнать у папы Пия X имя нового архиепископа Сан-Франциско. Им стал монсеньор Эдвард Джозеф Ханна. В 1912 году он сопровождал нового архиепископа к месту служения. 27 декабря 1914 года был назначен генеральным викарием епархии.
21 сентября 1917 года папа Бенедикт XV номинировал его в епископы Монтерея – Лос-Анджелеса, через два года после смерти епископа Томаса Джеймса Конати. 5 декабря того же года состоялась его хиротония, которую возглавил архиепископ Эдвард Джозеф Ханна в сослужении Томаса Грейса епископа Сакраменто и Джозеф Сарсфилд Гласс, епископа Солт-Лейк-Сити.
1 июня 1922 года епархия Монтерея – Лос-Анджелеса была разделена папой Пием XI на епархию Монтерея – Фресно и епархию Лос-Анджелеса – Сан-Диего. Последнюю возглавил Джон Джозеф Кэнтуэлл. 11 июля 1936 года епархия Лос-Анджелеса – Сан-Диего была разделена на епархию Сан-Диего и архиепархию Лос-Анджелеса, и папа Пий XI возвёл его в сан архиепископа Лос-Анджелеса.
Друзьями монсеньора были работники киноиндустрии, исповедовавшие католицизм: Спенсер Трейси, Бинг Кросби, Айрин Данн, Пэт О’Брайен, Джун Марлоу, Джеймс Кэгни, Лоретта Янг, Фрэнк Макхью, Джозеф Кэррол Нэйш, Барри Фитцджеральд и многие другие.
Джон Джозеф Кэнтуэлл был особенно чуток к потребностям испаноязычных католиков архиепархии. Им были основаны 50 испаноязычных приходов и миссий. Он был активным сторонником в движения Кристеро в Мексике и поддержал их в начале 1930-х после поражения в вооруженном конфликте с мексиканским правительством. В архиепархии им было предоставлено убежище многим мексиканским священнослужителям.
Архиепископ был инициатором миссии среди русских молокан, для этой цели он пригласил русского священника Михаила Недоточина, основал в 1935 году Русский католический приход св. апостола Андрея в Эль Сегундо, предоставив для него одно из епархиальных строений
Джон Джозеф Кэнтуэлл умер 30 сентября 1947 года. Он был похоронен после поминальной мессы в соборе святой Вибианы. Ныне останки архиепископа покоятся в усыпальнице собора Богоматери Ангелов в центре Лос-Анджелеса.